# Madapolam

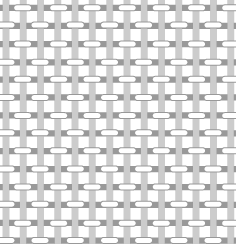
Bindning i Madapolam

Madapolam är ett indiskt tätt, tvåskaftat bomullstyg, finare än domestik, men grövre än shirting. Namnet är troligen hämtat från den i brittisk-indiska presidentskapet Madras belägna byn Madapolam, där bomullstyg tillverkas i stor skala.
Bland egenskaper kan nämnas:
- Utseendet är lika på rätsidan och avigsidan
- Alla bomullstyger krymper, då de blir våta. Madapolam krymper lika på längden som på tvären; därför lämpar sig väven väl för mönstertryckning, enär mönstrets längd/breddförhållande blir oförändrat efter krympning..